# Negotin

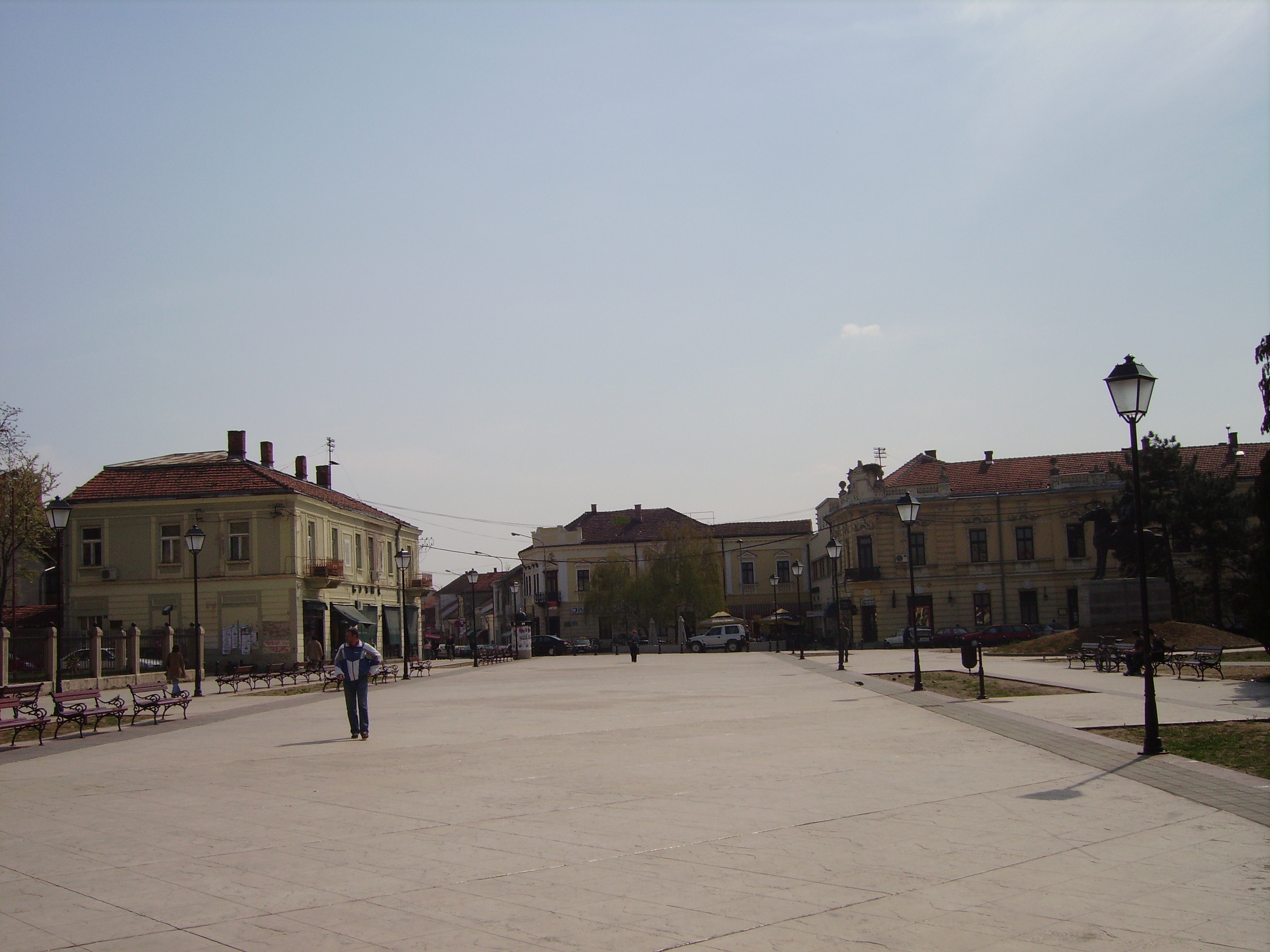
Torg i centrala Negotin.

Negotin (kyrilliska: Неготин) är en ort och kommun i östra Serbien och är belägen nära den rumänska och den bulgariska gränsen. Centralorten hade 17 758 invånare vid folkräkningen 2002, och hela kommunen hade 40 764 invånare 2007.